# École nationale d'assurances
 (juin 2021).
La mise en forme du texte ne suit pas les recommandations de Wikipédia : il faut le « wikifier ».
Les points d'amélioration suivants sont les cas les plus fréquents. Le détail des points à revoir est peut-être précisé sur la page de discussion.
- Les titres sont pré-formatés par le logiciel. Ils ne sont ni en capitales, ni en gras.
- Le texte ne doit pas être écrit en capitales (les noms de famille non plus), ni en gras, ni en italique, ni en « petit »…
- Le gras n'est utilisé que pour surligner le titre de l'article dans l'introduction, une seule fois.
- L'italique est rarement utilisé : mots en langue étrangère, titres d'œuvres, noms de bateaux, etc.
- Les citations ne sont pas en italique mais en corps de texte normal. Elles sont entourées par des guillemets français : « et ».
- Les listes à puces sont à éviter, des paragraphes rédigés étant largement préférés. Les tableaux sont à réserver à la présentation de données structurées (résultats, etc.).
- Les appels de note de bas de page (petits chiffres en exposant, introduits par l'outil «  Source ») sont à placer entre la fin de phrase et le point final[comme ça].
- Les liens internes (vers d'autres articles de Wikipédia) sont à choisir avec parcimonie. Créez des liens vers des articles approfondissant le sujet. Les termes génériques sans rapport avec le sujet sont à éviter, ainsi que les répétitions de liens vers un même terme.
- Les liens externes sont à placer uniquement dans une section « Liens externes », à la fin de l'article. Ces liens sont à choisir avec parcimonie suivant les règles définies. Si un lien sert de source à l'article, son insertion dans le texte est à faire par les notes de bas de page.
- La présentation des références doit suivre les conventions bibliographiques. Il est recommandé d'utiliser les modèles {{Ouvrage}}, {{Chapitre}}, {{Article}}, {{Lien web}} et/ou {{Bibliographie}}. Le mode d'édition visuel peut mettre en forme automatiquement les références.
- Insérer une infobox (cadre d'informations à droite) n'est pas obligatoire pour parachever la mise en page.

Pour une aide détaillée, merci de consulter Aide:Wikification.
Si vous pensez que ces points ont été résolus, vous pouvez retirer ce bandeau et améliorer la mise en forme d'un autre article.
 (juin 2021).
L'École nationale d'assurances (Enass) a été créée en 1947 pour répondre aux besoins de formation des salariés du secteur de l'assurance. Marque du Conservatoire national des arts et métiers (le Cnam), elle délivre des diplômes inscrits dans le schéma européen LMD, tous reconnus par le ministère de l'Enseignement supérieur, de la Recherche et de l'Innovation. 
L'Enass propose des filières diplômantes en alternance et à vocation professionnelle, accessibles en formation initiale et en formation continue.
Le coût de la scolarité dépend des parcours. Pour les alternants, la scolarité de Master 1 et 2 est financée par l'entreprise d'accueil. Pour les salariés, les formations peuvent être pris en charge par le biais du CPF mais également d'autres dispositifs de financement. Les cours sont assurés en grande majorité par des professionnels reconnus du secteur.

## Activités

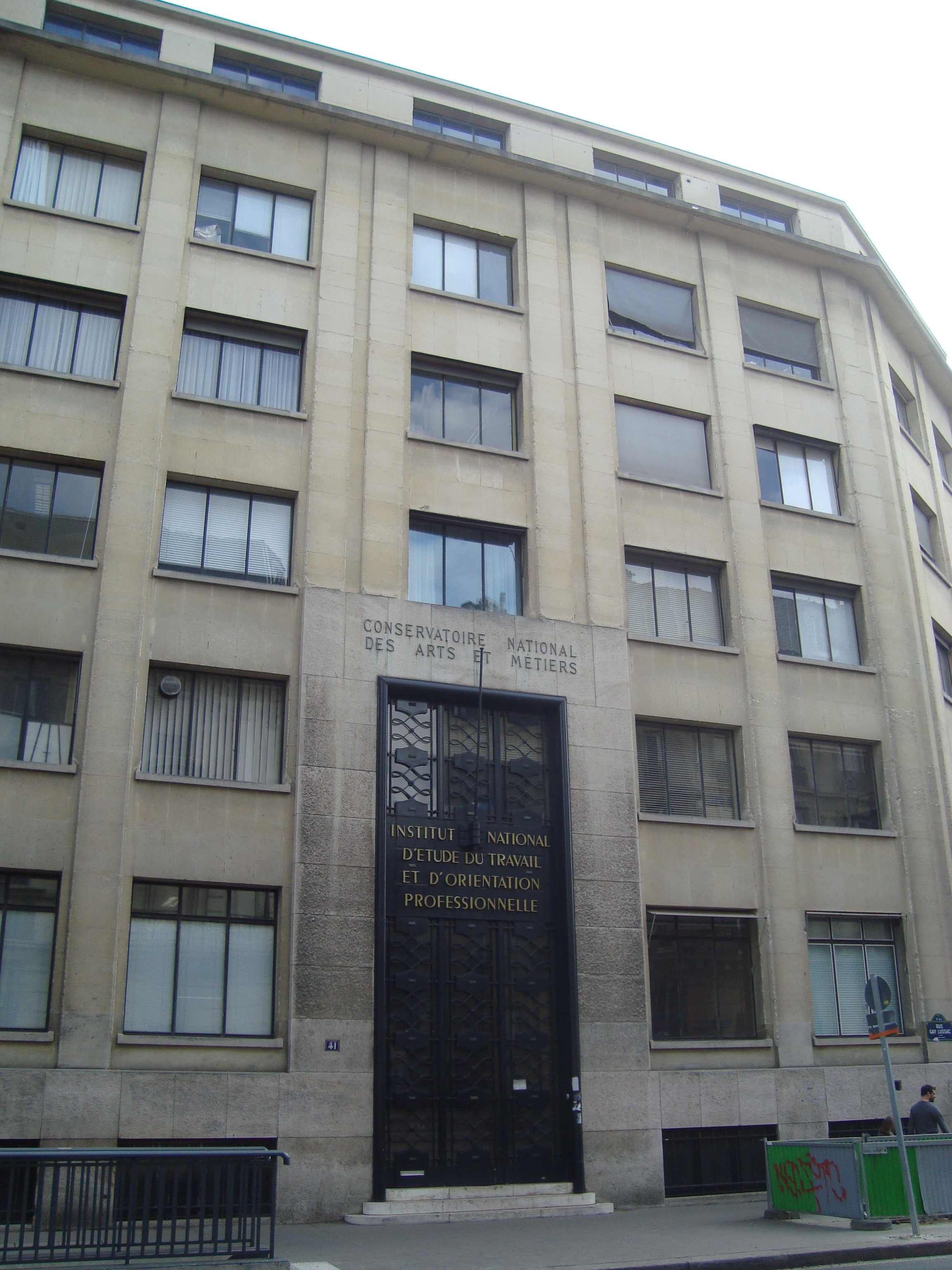
41 rue Gay-Lussac, Paris

Tous les diplômes de l'Enass sont accrédités et reconnus par le ministère de l'Enseignement supérieur français, et référencés au RNCP. La licence professionnelle et le master s'inscrivent dans le schéma LMD pour garantir la mobilité des étudiants en Europe. Voici une présentation de l’offre de formation de l’Enass :
- Licence professionnelle d’assurance en un an, accessible après un bac +2 (apprentissage et formation continue), déployée à Paris et dans certaines régions.
- Master Management de l'assurance en deux ans, en alternance, accessible après un diplôme universitaire validé (bac +3) en formation initiale (contrat d'apprentissage ou contrat de professionnalisation) et en formation continue. L’accès se fait sur concours. Le même diplôme est délivré  par l'Ecole Supérieure d'Assurance sous la référence RNCP5475 - Manager de l'assurance - France Compétences (francecompetences.fr)
- Master Management de l'assurance en cycle ELSA (Étudiants en Lettres et Sciences Humaines en Alternance) en un an, accessible aux personnes titulaires d'un master en SHS.

L'Enass offre la possibilité pour les professionnels d'obtenir la licence ou le master par la voie de la validation des acquis de l'expérience conformément à la loi et aux autres écoles d'assurances.
L'école propose également des dispositifs particuliers (via le master) pour des diplômés bac +5 et bac +4 en cours de réorientation ou d'insertion professionnelle (profils littéraires, sciences humaines, droit, management, économie, commerce, finance ou banque) et qui souhaiteraient faire carrière dans l'assurance.

## Quelques chiffres
- 750 élèves
- 250 intervenants
- 75 ans d'existence
- 7 centres d'enseignement pour la licence professionnelle
- La formation en licence de l'Enass est classée 1re  du secteur "Assurance" des classements Eduniversal 2016-2017, 2017-2018 et 2021-2022.
- La formation en master de l'Enass est classée 5e  du secteur "Assurance" du classement Eduniversal 2016-2017 et 1re  des classements 2017-2018 et 2021-2022.

## Direction
- Titulaire de la chaire Assurance : Philippe Trainar
- Directrice des études : Miriam Zouari